# レンナート・トルステンソン
オルタラ伯レンナート・トルステンソン（Lennart Torstenson Greve av Ortala、1603年8月17日 - 1651年4月7日）は、スウェーデンの将軍。三十年戦争後半のスウェーデン軍を率いた。砲兵将校出身ながら陸軍元帥まで上り詰めた、当時としては稀有な人物である。

## 生涯

### 近習から将校へ
1603年8月17日、トルステンソンはエルヴスボリ要塞の司令官トルステン・レンナートソンの息子に生まれた。15歳になるとグスタフ2世アドルフの近習となった。1621年から開始されたリヴォニア侵攻で初陣を経験し、リガ攻略にも加わった。続くスウェーデン・ポーランド戦争にも参加、この頃、グスタフ・アドルフはしばしばトルステンソンを直属の伝令将校として活用した。
トルステンソンの軍人としての資質を物語る逸話として次のようなものがある。ある戦いで伝令に派遣されたトルステンソンは、敵軍が動きを変えたため、王の命令が状況にそぐわないものであることに気がついた。そこでトルステンソンは自身の判断で命令を変更し、グスタフ・アドルフの下に戻ってそのことを報告した。王はトルステンソンの判断の正しさを認め、「レンナート、この命があるのは君のおかげだ。君は近習よりも将軍の装束の方が相応しい」と言ったという。1628年、ポーランド戦の功績が認められ、トルステンソンは中佐に昇進、連隊の指揮を任された。

### 三十年戦争
1630年、スウェーデンは三十年戦争に介入してドイツへ侵攻、スウェーデン戦争が開始された。この年、トルステンソンは大佐に昇進し、砲兵隊の指揮を任された。1631年、ブライテンフェルトの戦いでスウェーデン軍は皇帝軍を撃破、続くレヒ川の戦いでも勝利した。これら一連の戦いでトルステンソンは砲兵の指揮を執り、勝利に大きく貢献した。1632年、トルステンソンは将軍に昇進。しかし、アルテ・ベステで皇帝軍の捕虜となり、2年間にわたってインゴルシュタットに投獄された。この獄中生活でトルステンソンは体を壊し、その後亡くなるまで病躯に苦しめられた。1634年、開放されたトルステンソンは軍に復帰し、ヨハン・バネールの指揮下に入った。
1635年、フランスがスウェーデンと同盟を結んで三十年戦争に介入、フランス・スウェーデン戦争が開始された。スウェーデン軍は東ドイツに侵攻、1636年10月4日、ヴィットストックの戦いで皇帝軍を破った。この戦いでトルステンソンは右翼の指揮を執り、勝利に貢献した。その後、スウェーデン軍はポンメルンまで侵攻、1637年から1639年にかけて同地で戦いを繰り広げ、1639年4月14日、ケムニッツの戦いで皇帝軍を破った。1641年、獄中生活で体を患っていたトルステンソンは、休養のためにスウェーデンに帰国した。この際、女王クリスティーナの枢密院に入った。

### 司令官就任
1641年5月、スウェーデン軍総司令官のバネールが死亡、トルステンソンが総司令官ならびにポンメルン総督に選出された。陸軍元帥に昇進したトルステンソンは、再びドイツへ派遣された。1642年からトルステンソンはブランデンブルク、シレジア、モラヴィアに侵攻、皇帝軍の主要な要塞をすべて制圧し、ザクセン軍を撃破した。1642年10月23日、第二次ブライテンフェルトの戦いにおいて、皇帝軍に死傷5,000人、捕虜4,500人という多大な損害を与えて勝利した。
1643年、スウェーデンはデンマークに宣戦布告した。この時、トルステンソンは再びモラヴィア方面へ進出していたが、本国からの指令に従って急遽軍を返した。スウェーデン軍は電撃的な侵攻で1644年1月までにはユトランド半島を制圧、その後、救援のために派遣されてきたマティアス・ガラス率いる皇帝軍も迎撃した。海戦でもスウェーデン海軍がデンマーク海軍に勝利し、デンマークの敗勢は決定的なものとなった。1645年2月、ブレムセブルー条約が締結されてデンマークとの戦争は終結した。この戦争はトルステンソン戦争、あるいはハンニバル戦争とも呼ばれる。トルステンソンによるユトランド半島への急速な侵攻を、第二次ポエニ戦争でイタリア半島へ侵攻したハンニバルになぞらえたのである。

### ヤンカウの戦い
デンマークの制圧を終えたトルステンソンは、三度ドイツへ戻った。1644年11月23日、ユーターボークの戦いで勝利したスウェーデン軍はボヘミアへ侵攻。1645年2月24日、帝都プラハの南南東わずか50キロの地点で皇帝軍と対峙した。このヤンカウの戦いにおいて、皇帝軍に死傷4,000人、捕虜4,500人という多大な損害を与えて壊滅させたスウェーデン軍はプラハの門前へ迫り、皇帝フェルディナント3世はレーゲンスブルク、リンツを経てウィーンへ逃亡した。このスウェーデン軍の圧勝を契機に、停滞していた講和会議が本格的に始動したものの、条約締結にはなお3年の歳月が必要であった。
目覚しい勝利を幾度も手にしたトルステンソンだったが、この頃にはますます体調が悪化しており、軍務が耐えがたくなっていた。1646年、トルステンソンは司令官を辞職、後任にはカール・グスタフ・ウランゲルが就任した。
スウェーデンに帰国したトルステンソンは、1647年にオルタラ伯爵に叙された。1648年から1651年にかけて、オルタラ伯はスウェーデンの西部諸州の総督を務めた。また、カール10世の軍事教官も務めた。1651年4月7日、オルタラ伯はストックホルムで亡くなり、リッダルホルム教会に埋葬された。

## 評価
グスタフ・ホルンやヨハン・バネール、カール・グスタフ・ウランゲルと並び、三十年戦争中のスウェーデン軍では指折りの将軍であった。1632年に捕虜となった後は体調を崩し、戦場でも担架に乗っていなければならないほど病弱だったが、その指揮能力は確固たるものだった。第二次ブライテンフェルトの戦いやヤンカウの戦いにおける目覚しい勝利はその表れである。トルステンソン戦争における電撃的な半島制圧など、戦略面でも優れた資質を見せた。また、砲兵将校から軍歴を開始し、元帥まで上り詰めたという稀有な軍人でもある。